# Thunum
Thunum is een dorp in het Landkreis Wittmund in de Duitse deelstaat Nedersaksen. Het dorp maakt deel uit van de gemeente Stedesdorf, dat onderdeel is van de Samtgemeinde Esens.
Thunum ligt een paar kilometer ten noorden van het hoofddorp Stedesdorf. Middelpunt van het dorp is de dorpskerk. De huidige kerk stamt uit 1842, maar heeft twee voorgangers gehad, de oudste kerk werd gebouwd in de dertiende eeuw.